# Eugerdella hessleri
Eugerdella hessleri là một loài chân đều trong họ Desmosomatidae. Loài này được Just miêu tả khoa học năm 1980.